# 石川禎浩
石川 禎浩（いしかわ よしひろ、1963年 - ）は、日本の歴史学者。京都大学人文科学研究所教授。中国近現代史、特に中国共産党史専攻。

## 来歴
山形県に生まれる。1982年山形県立鶴岡南高等学校卒業。1988年京都大学文学部卒業。1990年京都大学大学院文学研究科修士課程西洋史学専攻修了。
京都大学人文科学研究所助手、神戸大学文学部助教授、京都大学人文科学研究所助教授・准教授を経て、同教授。2008年日本学術振興会賞（第4回）を受賞。

## 著書
単著
- 『中国共産党成立史』岩波書店 2001年
  - 中国語版『中国共产党成立史』袁広泉訳、中国社会科学出版社 2006年
- 『革命とナショナリズム 1925-1945―シリーズ中国近現代史3』岩波新書 2010年
- 『赤い星は如何にして昇ったか 知られざる毛沢東の初期イメージ』京大人文研東方学叢書：臨川書店 2016年
  - 中国語繁体字版『紅星是怎様昇起的　毛沢東早期形象研究』袁広泉訳、香港中文大学出版社　2020年
  - 中国語簡体字版『紅星 世界是如何知道毛泽东的？』袁広泉訳 北京大学出版社 2021年
- 『中国共産党、その百年』筑摩書房・筑摩選書 2021年[2]
  - 第33回アジア・太平洋賞特別賞（2021年）[3]
  - 第25回司馬遼太郎賞（2021年度）[4]

### 翻訳
- 『陳独秀文集 2　政治論集1 1920‐1929』三好伸清共編訳 平凡社東洋文庫 2016年
- 『梁啓超文集』岡本隆司・高嶋航共編訳、岩波文庫 2020年